# 内命婦
内命婦（ないみょうぶ）は東アジアにおいて歴史的に用いられた女性の呼称である。国によって異なるが、概ね、官位を持つ女性と、官位を持つ者の妻をあわせて命婦と呼び、そのうちの一部が内命婦として区分された。
たとえば中国やベトナムでの内命婦は、太皇太后、皇太后、皇后、正式に冊封された妃嬪、未婚皇女、皇太子の妻妾（太子妃、良娣など）とその未婚女児、親王妃および親王の妾と未婚女児、従五品以上の宮廷女官などだが、歴代王朝によって違いはある。
李氏朝鮮では大王大妃、王大妃、王妃、嬪御（側室）、未婚王女、女官等である。
日本の内命婦は従五位あるいはそれ以上の后妃と女官を指した。
彼女たちには一定の品秩があった。